# Melozone
Melozone là một chi chim trong họ Emberizidae.

## Các loài
- Melozone aberti
- Melozone albicollis
- Melozone biarcuata
- Melozone cabanisi
- Melozone crissalis
- Melozone fusca
- Melozone kieneri
- Melozone leucotis